# Parzac
Parzac és un municipi francès situat al departament del Charente i a la regió de la Nova Aquitània. L'any 2007 tenia 133 habitants.

## Demografia

### Població
El 2007 la població de fet de Parzac era de 133 persones. Hi havia 64 famílies de les quals 24 eren unipersonals (12 homes vivint sols i 12 dones vivint soles), 24 parelles sense fills, 12 parelles amb fills i 4 famílies monoparentals amb fills.
La població ha evolucionat segons el següent gràfic:
Habitants censats

### Habitatges
El 2007 hi havia 113 habitatges, 66 eren l'habitatge principal de la família, 31 eren segones residències i 16 estaven desocupats. Tots els 111 habitatges eren cases. Dels 66 habitatges principals, 62 estaven ocupats pels seus propietaris i 4 estaven llogats i ocupats pels llogaters; 1 tenia una cambra, 6 en tenien dues, 9 en tenien tres, 29 en tenien quatre i 21 en tenien cinc o més. 52 habitatges disposaven pel capbaix d'una plaça de pàrquing. A 35 habitatges hi havia un automòbil i a 26 n'hi havia dos o més.

## Economia
El 2007 la població en edat de treballar era de 88 persones, 59 eren actives i 29 eren inactives. De les 59 persones actives 51 estaven ocupades (29 homes i 22 dones) i 8 estaven aturades (5 homes i 3 dones). De les 29 persones inactives 15 estaven jubilades, 6 estaven estudiant i 8 estaven classificades com a «altres inactius».

### Ingressos
El 2009 a Parzac hi havia 64 unitats fiscals que integraven 133 persones, la mediana anual d'ingressos fiscals per persona era de 13.807 €.

### Activitats econòmiques
Dels 5 establiments que hi havia el 2007, 1 era d'una empresa extractiva, 1 d'una empresa de construcció, 1 d'una empresa de comerç i reparació d'automòbils i 2 d'empreses de serveis.
L'any 2000 a Parzac hi havia 21 explotacions agrícoles que ocupaven un total de 520 hectàrees.

## Poblacions més properes
El següent diagrama mostra les poblacions més properes.